# Miteni
Miteni est une entreprise italienne de Vénétie spécialisée en chimie pour les industries agrochimiques et pharmaceutiques.

## Histoire
L'entreprise a fait faillite en novembre 2018 à la suite d'un scandale de la contamination depuis les années 1960 des eaux souterraines autour de la commune de Trissino où elle était installée par des tensioactifs perfluorés (PFAS) tels que l'acide perfluorooctanoïque (APFO), le GenX (en) et le C6O4 (it). Cette pollution de 700 kilomètres carrés entre Vérone, Vicence et Padoue est un scandale environnemental particulièrement notable en Italie,,,.
L'entreprise italienne, fournisseur de l'américain DuPont (du néerlandais Chemours), a perdu sa crédibilité jusqu'à la demande de fermeture qui a conduit à la faillite, grâce à une énorme mobilisation populaire, à partir de la Marcia dei Pfiori en mai 2016 et la naissance du Mouvement No Pfas, composé de nombreuses activités, assemblées, procès, analyses indépendantes et motions contre l'inaction des autorités de Vénétie et la négation de la toxicité des Pfas.